# Хрисовуља Алексија III
Хиландарска хрисовуља Алексија III је повеља, односно хрисовуља (исправа са златним печатом) византијског цара Алексија III (1195-1203) из 1198. године, која је додељена светогорском манастиру Хиландару.
На самом крају 1197. године Симеон Немања и његов син Сава, тада монаси манастира Ватопеда, одлучили су да обнове запустели манастир Хиландар и околна светилишта у области Милеја, свакако у договору са ватопедским игуманом. 
Увидевши значај Свете Горе и њене могућности за духовно уздизање, као и све већи број српских калуђера на Светој Гори Свети Сава лично одлази у Цариград и носи молбу цару Алексију III у којој тражи дозволу за обнављање манастира.
Алексије III Анђел прихвата његову молбу и саставља златопечатни сигилиј којим се опустели манастир Хиландар изузима из власти прота и потчињава их Ватопеду ради обнове. Уз сигилиј Сава је добио и катастарски документ са уцртаним границама хиландарских поседа. Отпор Ватопеда, који није хтео да уступи Хиландар Србима, Сава и Симеон савлађују уз помоћ карејског прота и сабора. Прот се са сабором обраћа Алексију III посебном представком, с молбом да Хиландар буде предат Симеону и Сави, а ови придружују и своју личну молбу цару да Хиландар добију са статусом независног манастира по узору на Ивирон и Амалфитански манастир.
Цар је и овог пута услишио молбу и излази им у сусрет да манастир добију као независтан и да у њему могу да за калуђере примају своје земљаке. Тако јуна 1198. године настаје хрисовуља цара Алексија III где цар ставља Хиландар са свим светим местима у Милејама под власт и управу Симеона и Саве као потпуно самоуправни манастир, да буде Србима на поклон вечни.